# Czarków (Konin)

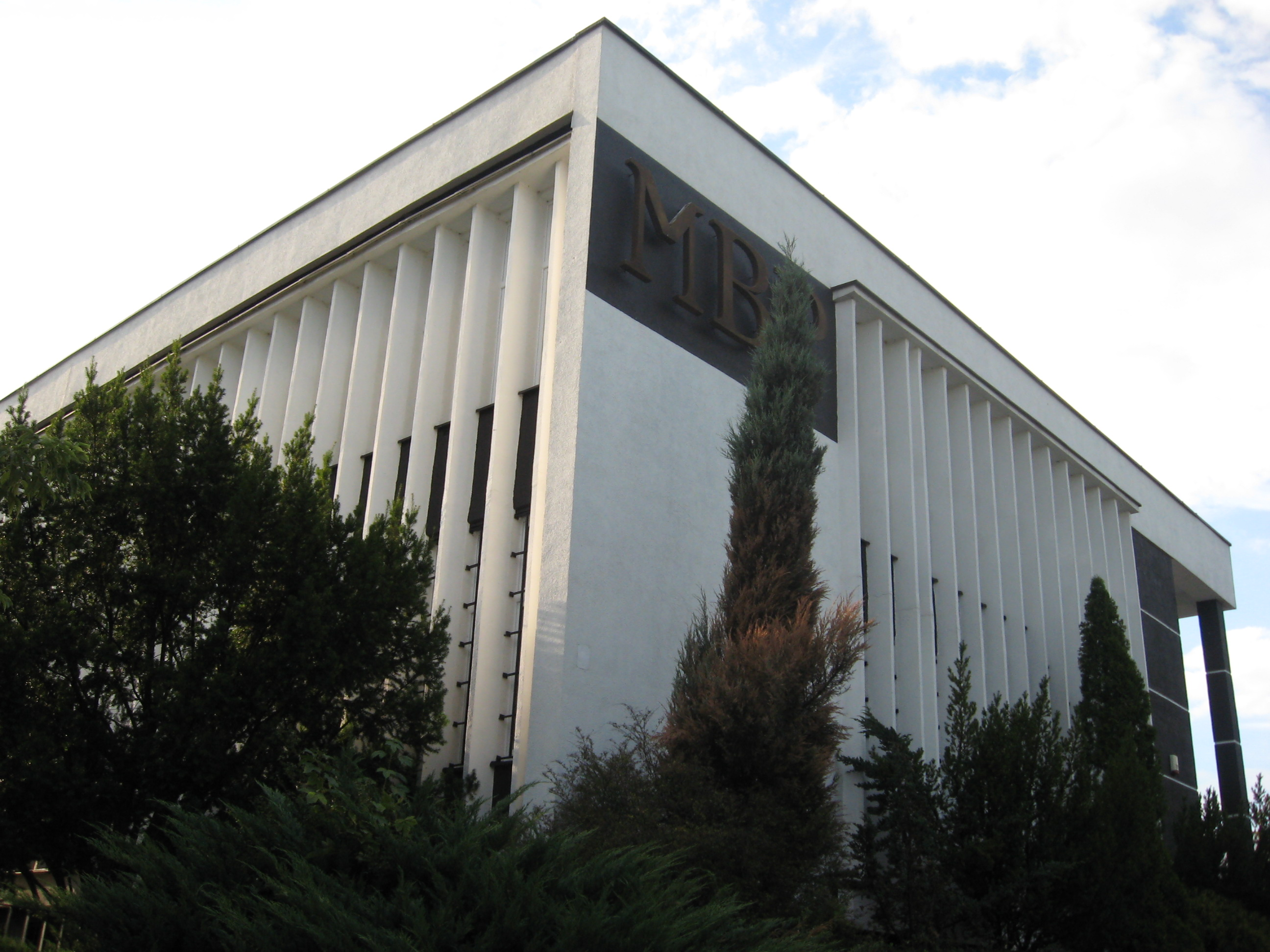
Główny oddział Miejskiej Biblioteki Publicznej

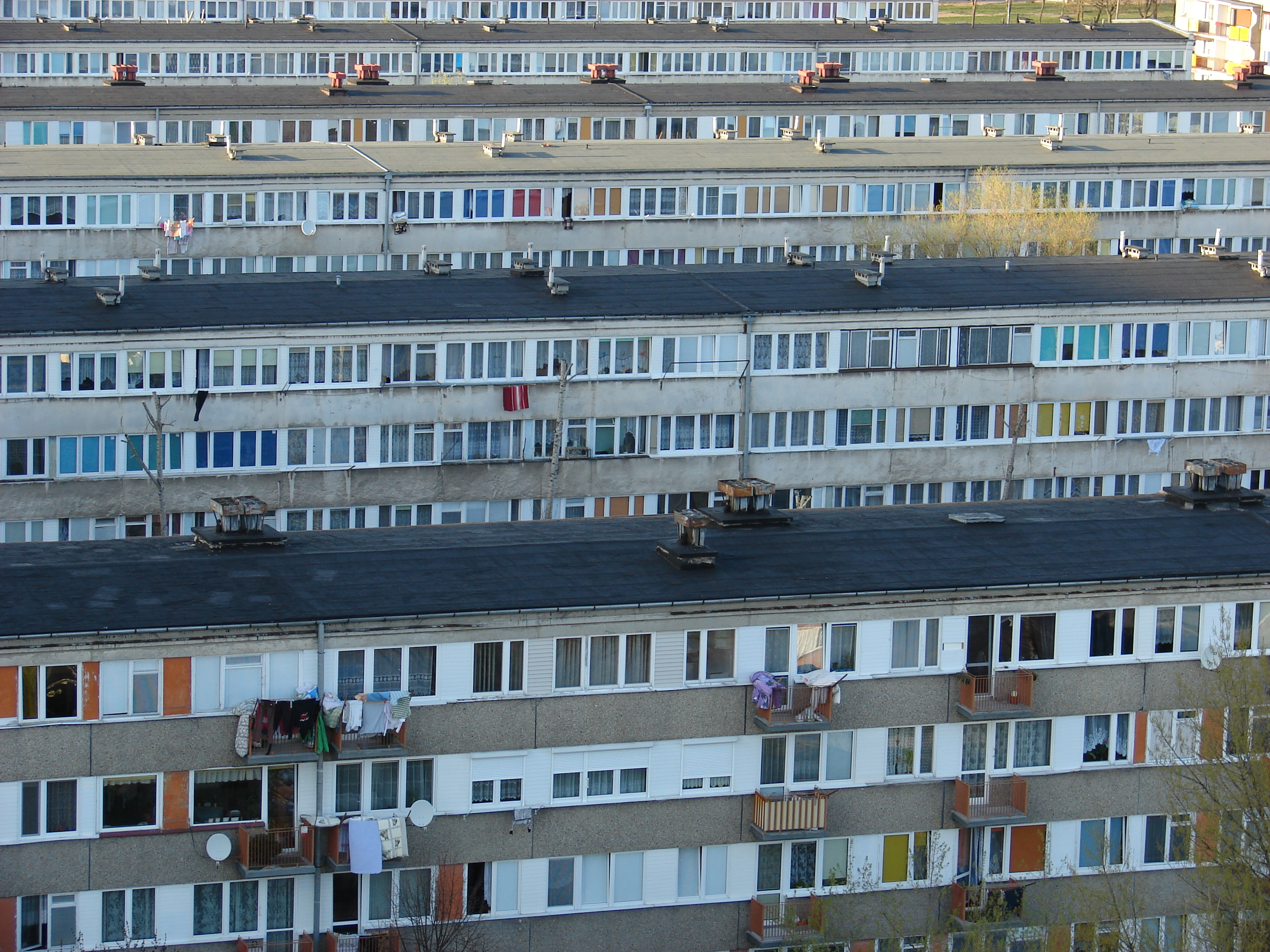
Bloki Czarkowa

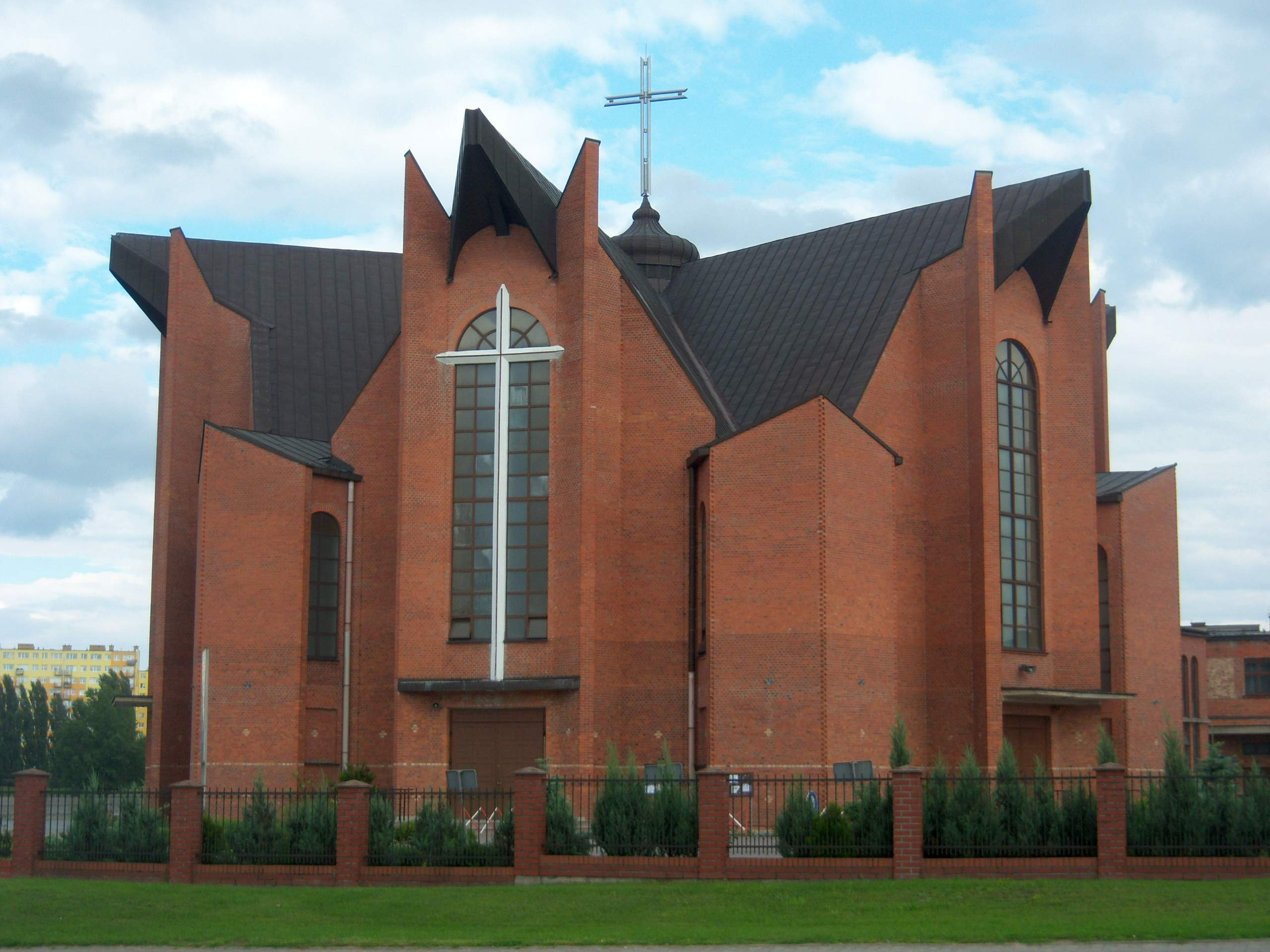
Kościół NMP Królowej Polski na pograniczu dzielnicy z Niesłuszem

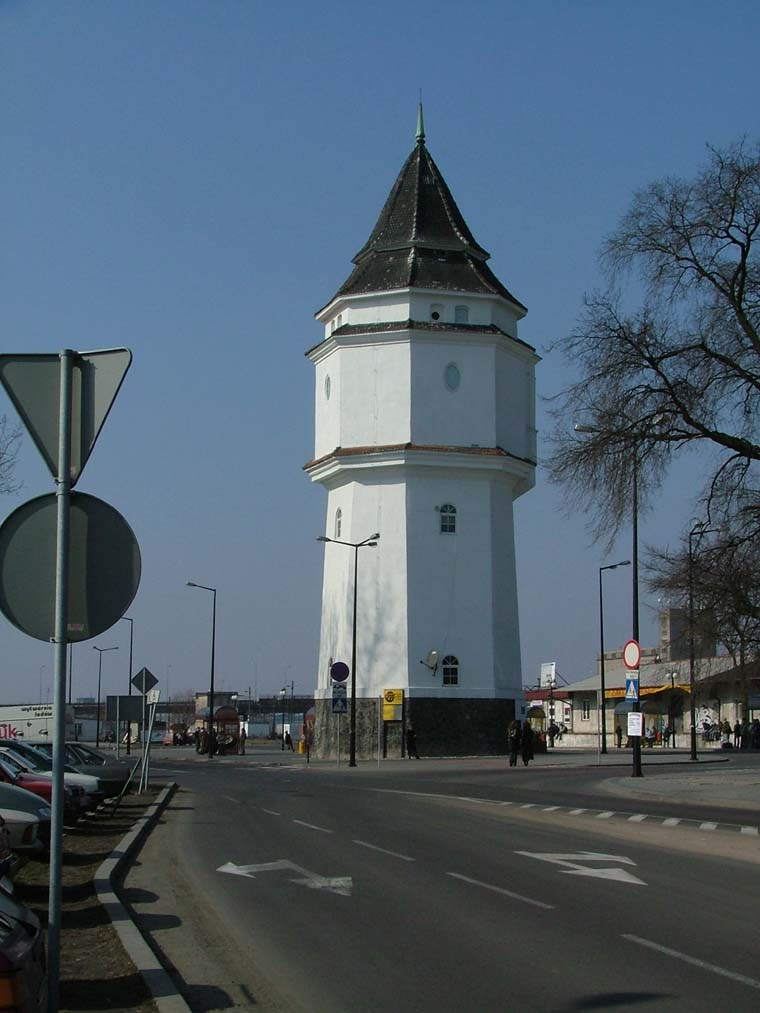
Wieża ciśnień (obecnie galeria) - jedna z "wizytówek" miasta

Czarków – najbardziej zaludniona dzielnica Konina. Znajduje się w jego centrum. Znajdują się tu m.in. urząd powiatowy, sąd okręgowy oraz główny oddział biblioteki. Na terenie Czarkowa znajdują się 2 parafie: św. Maksymiliana Kolbe i NMP Królowej Polski.
Czarków składa się z kilku osiedli. Są to: Osiedle I, Osiedle II, Osiedle III, Osiedle Legionów oraz Zatorze.